# Осиновка (Варнавинский район)
Оси́новка — деревня в Варнавинском районе Нижегородской области России. Входит в состав Михаленинского сельсовета.

## География
Деревня находится на севере Нижегородской области, в подзоне южной тайги, на левом берегу реки Лубянка, к западу от автодороги 22К-0013, на расстоянии приблизительно 7 км (по прямой) к северо-западу от Варнавино, административного центра района. Абсолютная высота — 123 м над уровнем моря.
Климат
Климат характеризуется как умеренно континентальный, с относительно тёплым коротким летом и холодной продолжительной зимой. Среднегодовая температура — 3,3 °C. Средняя температура воздуха самого тёплого месяца (июля) — 18,4 °C (абсолютный максимум — 37 °C); самого холодного (января) — −12,4 °C (абсолютный минимум — −46 °C). Безморозный период длится 110—120 дней. Среднегодовое количество атмосферных осадков составляет 500—600 мм, из которых 410 мм выпадает в период с апреля по октябрь. Снежный покров держится около 152 дней.
Часовой пояс
Деревня Осиновка, как и вся Нижегородская область, находится в часовой зоне МСК (московское время). Смещение применяемого времени относительно UTC составляет +3:00.

## Население
| 1999 | 2002 | 2010 |
| ---- | ---- | ---- |
| 61   | ↘54  | ↘36  |

### Национальный состав
Согласно результатам переписи 2002 года, в национальной структуре населения русские составляли 100 %.